# Caraquet
Caraquet è una città canadese della Contea di Gloucester, Nuovo Brunswick. Nel 2006 contava 4 156 abitanti.